# Baltazar Sánchez
Baltazar Sánchez Guzmán (23 de enero de 1952) es un ingeniero comercial y empresario chileno, Presidente de Elecmetal, Cristalerias de Chile, Santa Rita, Quilicura, Ediciones Financieras (Diario Financiero, Revista Capital, ED), expresidente de Megavisión y exgerente general de la Compañía de Petróleos de Chile (Copec).

## Biografía
Se formó como ingeniero comercial en la Pontificia Universidad Católica, donde compartió aulas con el después ministro de Estado del presidente Sebastián Piñera, Cristián Larroulet.
A mediados de la década de 1970, apenas egresado de la carrera, se incorporó a la Compañía Electro Metalúrgica (Elecmetal), firma de propiedad del abogado Ricardo Claro, antiguo amigo de su padre, a la sazón ya fallecido.
En 1980, luego de que el grupo materializara la toma de control en conjunto con Owens-Illinois, asumió la gerencia general de Viña Santa Rita.
En 1985 emigró a Copec, de propiedad de Anacleto Angelini. En esta comenzó como gerente de marketing, pasando más tarde a la subgerencia general y, finalmente, a la gerencia general.
A fines de esa misma década fue llamado por el propio Claro con el fin de que se reintegrara a su grupo de empresas. Así, en 1990, volvió a Elecmetal, esta vez como segundo a bordo. Con Angelini mantuvo como vínculo un puesto en el directorio de Inversiones Siemel.
En 1991 dirigió la venta del 49 % de la filial Megavisión a la mexicana Televisa en US$ 7 millones. En lo sucesivo participaría como vicepresidente ejecutivo de la estación. Tras la muerte de Claro a fines de 2008, asumió la presidencia del holding Cristalerías de Chile y Megavisión.
En 2012 fue multado por la Superintendencia de Valores y Seguros por incumplir un artículo referido a los deberes de cuidado y diligencia en su calidad de director de Empresas La Polar, en el marco del escándalo desencadenado por la repactación unilateral de deudas a casi un millón de clientes.
Actualmente[¿cuándo?]es presidente del directorio de Viña Santa Rita, Cristalerías de Chile, Elecmetal SA Quemchi Navarino Siemel, Quilicura (Jahuel Aguas y Balneario) y Ediciones Financieras (Diario Financiero, revista Capital y ED).